# 조홍 (삼국지)
조홍(曹洪, ? ~ 232년)은 중국 삼국시대 조위의 무장으로 자는 자렴(子廉), 예주 패국 초현(譙縣) 사람이다. 조조의 종제이다.
조조가 거병했을 때부터 따라다니며 많은 공을 세웠다. 형양에서 조조가 위급했을 때는 ‘천하에 조홍은 없어도 되지만 조조는 없으면 안 된다’는 말을 남기며 자신의 말을 내주기도 하였다. 갑부였으며 조조의 아들 조비와의 갈등으로 죽을 뻔하였다.

## 생애

### 조조를 살리다
큰아버지인 조정(曹鼎)이 상서령일 때 기춘현장을 지냈다. 190년(초평 원년) 조조가 반동탁 연합군에 참가하여 형양(滎陽, 지금의 정저우시 북부)으로 진격했다가 서영에게 된통 깨지고 추격당했다. 조조가 유시에 맞고 말까지 잃어버려 몹시 위급했으므로 조홍이 자신이 타고 있던 말을 내주었다. 조조가 사양하려 하자 ‘천하에 조홍은 없어도 되지만 조조는 없으면 안 된다’고 답하고는 걸어서 변수(汴水)에 다다랐다. 이번에는 물이 깊어 건널 수 없기에 조홍이 배를 찾아 돌아다녔다. 결국 배를 구해 함께 초현으로 돌아왔다. 병사를 많이 잃었기 때문에 하후돈과 더불어 양주로 모병하러 갔다. 그 자사 진온과는 평소 친했었다. 진온과 단양태수 주흔의 도움으로 사천여 명을 모아서 용항(龍亢)에 있던 조조와 합류하였다.

### 여러 전투
194년(흥평 원년) 조조가 서주를 치러 연주를 비운 사이 장막이 여포를 불러들이고 연주를 장악하였다. 조홍이 선두에 서서 먼저 동평(東平)을 점거하였다. 마침 대기근이 들어서 동평과 범현(范縣)에서 식량을 거두어 군에 공급했다. 이후 제음군, 산양군, 하남윤의 10여 개 현들을 공략하는 데 공을 세워 응양교위(鷹揚校尉)를 거쳐 양무중랑장(揚武中郞將)으로 승진했다.
196년(건안 원년) 조조가 헌제를 영접하고자 조홍을 서쪽으로 보냈지만 위장군 동승과 원술의 부하 장노가 험지를 막아서는 바람에 나아가지 못했다. 마침내 허로 천도하면서 간의대부(諫議大夫)가 되었다. 197년 별도로 형주의 유표군, 장수군과 싸워 무음(舞陰), 섭(葉), 자양(堵陽, 지금의 허난성 팡청 현), 박망(博望) 등 남양군 북부 일대에서 고전하였다. 여봉장군(厲鋒將軍)에 임명되고 국명정후(國明亭侯)에 봉해졌다.

### 관도 대전
200년 조조와 원소가 관도(官渡, 하남윤 중모현 소재)에서 서로 대치하였다. 유벽, 유비 등이 여남군 은강현(㶏彊縣) 등 허도 근방을 교란하기에 서황과 같이 가 축비(祝臂)를 무찔렀다. 10월(음력) 악전고투하던 조조가 귀순해온 허유의 계책에 따라 치중이 있는 오소(烏巢, 진류군 산조현 소재)를 급습하면서 조홍은 본영을 지키도록 했다. 조조와 순우경이 싸우는 동안 원소가 보내온 장합과 고람을 잘 방어했다. 끝내 순우경이 궤멸되자 장합 등은 투항하였다. 처음에는 의심하여 받아들이려 하지 않았는데 순유가 안심시켰다. 204년 업 전투에 참전하였다. 또 많은 전투에 참여하여 도호장군(都護―)이 되었다.

### 한중 공방전
217년 장비, 마초, 오란, 뇌동 이 무도군 하변현(下辯縣, 지금의 간쑤성 청 현)으로 왔다. 이에 장기, 조휴, 신비, 조진 등을 데리고 맞붙었다. 218년 장비는 오란과 따로 기동하며 조홍군의 뒤를 끊는 척 시위하였다. 조휴의 진언으로 이것이 허장성세임을 간파하고 바로 오란을 습격하여 쳐부수고 그 부장 임기(任夔) 등을 참했다. 3월(음력) 장비와 마초는 한중 전선으로 달아났고 음평저 강단(強端)이 오란의 목을 전해왔다.
승전 파티를 크게 열었다. 얇은 비단옷을 입은 무희들이 발로 북을 밟으며 춤을 추니 모두가 웃고 즐겼다. 양부가 소리 높여 꾸짖기를 “남녀가 유별하고 나라에 절도가 있는 법인데 어찌 사람 많은 자리에 나체 여인의 형체가 보인단 말인가! 걸주도 이보다 심하지는 않았을 것이오!”라며 분연히 소매를 떨치고 나가겠다 하였다. 조홍이 악무를 끊고 양부를 다시 앉히니 장내가 숙연해졌다.

### 조비와의 갈등
조비가 즉위하자 위장군에 임명되었다가 표기장군까지 올랐다. 작위도 야왕후(野王侯)로 진봉됐다가 도양후(都陽侯)로 옮겼다. 식읍은 1,000호를 더해 모두 2,100호가 되었으며 지위는 특진(特進)에 이르렀다. 224년(황초 5년) 조비가 오질을 위해 열어준 연회에서 오질, 왕충과 같이 조진더러 살을 빼리고 하였다. 226년 예전부터 조홍을 미워하던 조비가 그 빈객의 죄에 결부하여 조홍을 죽이려 하였다. 주위의 만류로 목숨은 건졌지만 서인으로 강등되었다. 조홍은 개국공신이었기 때문에 많은 이들이 부당한 처사로 여겼다. 조예가 즉위하면서 후장군에 낙성후(樂城侯)로 복귀하고 식읍 1,000호를 받았다. 이후 다시 표기장군까지 올라갔다. 232년(태화 6년)에 죽어서 시호는 공후(恭侯)라 했다.

## 특징 및 일화

### 엄청난 부자
조조가 사공일 적에 세금 징수를 위한 재산 조사를 하였다. 초현령은 조홍과 조조 집안을 같은 등급으로 평가하였다. 조조가 그 결과에 의아해할 정도로 조홍은 매우 부유했으며 그만큼 인색하였다. 조비는 태자 시절에 비단 100필을 빌려주지 않은 것을 늘 원망하였다. 226년 조홍의 빈객이 범죄를 저질러 조비는 이를 구실로 조홍을 하옥하고 사형에 처하려 하였다. 조진이 애써 에둘러서 말리고 다른 많은 신하들도 구명을 청했으나 조비의 고집을 꺾지 못했다. 보다 못한 변태후가 굉장히 화를 내며 책망하고 곽후한테까지 ‘오늘 조홍이 죽는다면 내일 황후도 폐할 것’이라 말하였다. 이에 곽후조차 조비에게 울며 매달리니 결국 관직과 작위 박탈로 그쳤다. 재산도 몰수당했지만 변태후가 조비를 거듭 질책한 덕분에 돌려받았다.

### 구멍 뚫린 가속 단속
만총이 허현령일 무렵 조홍의 빈객이 조홍의 종실 지위를 빙자하여 수차례 법을 어기므로 만총이 그 빈객을 체포하였다. 조홍이 만총에게 편지를 써 봐주기를 바랐음에도 꿈쩍도 하지 않았다. 할 수 없이 조조에게 알리니 조조가 관계자들을 호출하였다. 만총은 외압이 더 심해지리라 생각해 냉큼 사형을 집행했고 조조는 만총을 칭찬하였다. 비슷한 시기 장사현령(長社―, 지금의 허난성 창거 시)으로 있던 양패(楊沛)도 조홍의 빈객이 저지르던 불법 징수행위를 적발하여 다리를 꺾어 죽였다. 역시 조조에게 칭찬받았다. 이후 양패가 업현령으로 발령을 받자 권세가였던 조홍과 유훈 등은 자제들에게 몸가짐을 조심히 하라고 단단히 일렀다. 문제 때는 빈객 문제로 아예 세상을 뜰 뻔하였다. 명제 시절에도 유모 당(當)이 무간신(無澗神)이라는 미신을 섬기다 변태후의 선처 지시에도 불구하고 하남윤 사마지(司馬芝)에게 형벌을 당해 죽었다.

## 평가
조조의 곁에서 많은 공을 세웠다. 변태후가 조비를 책망할 때도 ‘양국과 패국에서 조홍이 아니었다면 오늘도 없었다’라 하였다. 《북제서》에서 청하왕 고악(高岳)에 대해 논할 때 종실의 공신으로 한나라의 유고와 위나라의 조홍을 언급하였다.

## 가상의 이야기

### 습유기
재산이 흘러넘쳐 준마를 떼로 길렀다. 조조가 동탁을 치던 중 말을 잃자 타고 있던 말 고니[白鵠]를 넘겨주었다. 말이 달리면 바람 소리밖에 안 들리고 땅도 밟지 않는 것 같았다. 변수에 이르러 어찌하지 못하는 조홍까지 두 명을 태우고 순식간에 다리털 하나 안 젖고 수백 리를 날아갔다. 사람들이 바람을 타고 하늘을 달린다 하였다.

### 삼국지연의
사서가 아닌 소설 《삼국지연의》에서도 조조가 거병할 때부터 많은 전장을 따라다니며 활약한다. 형양에서 서영에게 깨진 조조에게 말을 내주는 장면과 대사가 그대로 삽입되었고 강은 조조를 업고 건너는 것으로 각색되었다. 이후 조조가 여남, 영천의 황건 잔당들을 토벌할 때 조홍과 하만이 서로 말에서 내린 채로 자웅을 겨룬다. 사오십 합 끝에 조홍이 내빼는 척하다 뒤돌아 뛰어오르며 두 번의 칼질로 하만을 쓰러트린다. 장수·유표 연합군에 패한 일은 연의에도 수록되었다. 관도 대전에서 조조가 오소를 기습하는 사이 하후돈, 하후연, 조인, 이전 등과 본진을 지켜 장합, 고람을 물리친다. 조조가 모종의 이유로 남하할 때마다 북방 수비를 담당한다. 남피 전투에서 원담을 손수 벤다.
조조가 형주 정벌을 개시한다. 조인과 조홍이 선봉으로서 텅 빈 신야에 가장 먼저 입성하는데 사실은 제갈량의 함정에 빠진 것으로 화공에 궤멸된다. 조조군이 적벽에서 분쇄된 뒤 조인이 강릉을, 조홍이 이릉을 방어한다. 감녕에게 성을 빼앗기고 주유의 원군에도 패하여 조인에게 합류한다. 이런저런 작전을 수행하지만 결국 완전히 패해 양양으로 퇴각한다. 동작대 완공 기념 파티에서 조휴, 문빙, 장합, 하후연, 서황과 활 솜씨를 뽐낸다.
장안을 거쳐 동관(潼關)으로 진격해오는 마초를 막으러 조홍과 서황이 급파된다. 최소 10일만 사수하라는 명을 받는데 조인은 조홍의 성격이 성급하다며 일을 그르칠까 염려한다. 조홍이 관문을 닫아건 채 버티기만 하므로 마초가 관 아래로 와 매일 조조 3대를 욕한다. 그때마다 못 참고 출격하려는 조홍을 서황이 가까스로 말린다. 9일째 되는 날 아예 널브러진 모습까지 보이자 기어이 출전하고 만다. 서황은 군량과 말꼴을 점검하느라 미처 말리지 못하고 뒤늦게 따라간다. 그대로 복병에 당해 동관을 잃고 조조에게 참수당할 뻔한다. 얼마 후 조조가 마초와의 일전에 패전하여 추격당한다. 마초가 조조를 찌르려는 찰나 조홍이 튀어나와 마초와 사오십 합을 싸워 조조를 구해낸다. 조조가 ‘조홍을 죽였으면 자신도 마초에게 죽었을 것’이라며 후하게 포상한다.
장비와 뇌동이 파서에, 마초와 오란이 하변에 주둔한다. 하변 방면으로 가 오란의 정찰대를 쳐부수고 임기는 3합 만에 거꾸러트린다. 마초가 지키기만 할 뿐 나오지 않아서 역시 신중을 기해 한중군 남정현(南鄭縣)으로 돌아와 관망한다. 장합이 장비를 업신여기며 연거푸 출진을 청하기에 군령을 달게 받는다는 조건으로 허락한다. 우려한 대로 장합이 대패해 3만 명과 와구관(瓦口關)을 잃고 돌아온다. 참하려는데 곽회의 한 번 더 기회를 주자는 진언에 장합에게 오천 명으로 가맹관을 취하라 명한다. 그런데 또 패해서 정말 죄를 물으려는데 곽회가 ‘그러면 촉나라에 투항할지 모른다’며 도와주자고 한다. 하후상과 한호에게 오천 명을 줘 파견하지만 전황은 꼬이기만 한다. 유비군이 하후연의 정군산까지 육박한 것을 조조에게 급보한다.

## 가계
- 아들 : 조복(曹馥), 조진(曹震)
- 딸 - 순욱의 아들 순찬(荀粲)에게 시집갔는데 대단한 미인이었다. 요절했다.[21]

## 관련 작품

### 게임
- 《삼국지 조조전》, Koei, 1998년 - “좌절감이 사나이를 키우는 것이다!”란 대사와 황금 투구를 쓴 모습으로 인기를 끌었다.

## 같이 보기
- 삼국지 인물 목록

## 참고 문헌
- 《삼국지》9권 위서 제9 조홍
- 《삼국지》1권 위서 제1 조조